# 巴朗 (安省)
巴朗（法語：Balan，法語發音：[balɑ̃]）是法国东部安省的一个市镇，属于布雷斯地区布尔格区。

## 地理
巴朗（45°50'3"N, 5°5'54"E）面积18.04 平方千米，位于法国奥弗涅-罗讷-阿尔卑斯大区安省，该省份为法国东部省份，北起汝拉省，西北接索恩-卢瓦尔省，西接罗讷省和里昂大都会，南至伊泽尔省，东与萨瓦省、上萨瓦省和瑞士接壤。
与巴朗接壤的市镇（或旧市镇、城区）包括：贝利尼厄、布雷索勒、达尼厄、涅夫罗、圣莫里斯德古尔当、维莱特当通、容村。

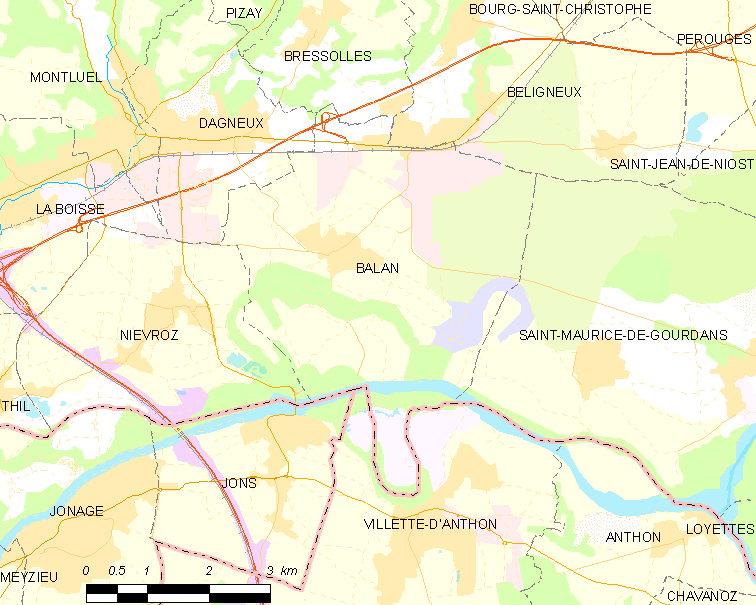
的OSM定位图

巴朗的时区为UTC+01:00、UTC+02:00（夏令时）。

## 行政
巴朗的邮政编码为01360，INSEE市镇编码为01027。

## 政治
巴朗所属的省级选区为梅克西米约县。

## 人口

1962-2008年间人口变化图示

巴朗于2022年1月1日时的人口数量为2878人。